# FK Hvězda Cheb
Az FK Hvězda Cheb cseh labdarúgócsapat Cheb városában. A klubot 1951-ben alapították, majd egy 1996-os csőd után 2001-ben alakult újra. A klub 1979 és 1992 között 13 szezont játszott sorozatban a csehszlovák élvonalban, ezután három szezont teljesített a Gambrinus ligában, legjobb eredménye egy 1993–94-es 4. helyezés volt. A klub a harmadosztályú Bohemian Labdarúgó-bajnokság tagja volt 2006 és 2008 között, jelenleg a cseh negyedosztály tagja.
A klub rendelkezik európai szerepléssel is: az 1980-as Mitropa Kupában indult.
A csapat 2011-ben változtatta meg nevét Union Cheb-ről Hvězda Cheb-re.

## Korábbi nevek
- 1951 : VSJ Sokolovo Cheb
- 1952 : DSO Rudá Hvězda Cheb
- 1966 : VTJ Dukla Hraničář Cheb
- 1972 : TJ Rudá Hvězda Cheb (RH Cheb)
- 1990 : SKP Union Cheb
- 1994 : FC Union Cheb
- 2011 : FK Hvězda Cheb

## Híres játékosok
Csehszlovák és cseh válogatottak (válogatottság/gól)
- Jozef Chovanec, 1979–1981 (52/4)
- Vladimír Hruška, 1979–1981 (3/1)
- Zdeněk Koubek, 1979–1983 (5/0)
- Pavel Kuka, 1987–1989 (89/0)
- Radim Nečas, 1995–2000 (4/0)
- Lubomír Pokluda 1979-1984 (4/0), 1980-as olimpiai bajnok
- Petr Samec, 1992–1995 (9/2)
- Horst Siegl, 1989–1990, (23/7)
- Jaroslav Šilhavý, 1990–1991 (4/0)

## Fordítás
Ez a szócikk részben vagy egészben  a   FK Hvězda Cheb című angol Wikipédia-szócikk ezen változatának fordításán alapul.  Az eredeti cikk szerkesztőit annak laptörténete sorolja fel. Ez a jelzés csupán a megfogalmazás eredetét és a szerzői jogokat jelzi, nem szolgál a cikkben szereplő információk forrásmegjelöléseként.

## Külső hivatkozások
- Hivatalos weboldal